# Płaszewko
Płaszewko (kaszb. Płaszéwkò lub Miemiecczé Płaszewò, niem. Deutsch Plassow) – wieś w Polsce położona w województwie pomorskim, w powiecie słupskim, w gminie Redzikowo.
Administracyjnie wieś jest odrębnym sołectwem w gminie Redzikowo.
W latach 1975–1998 miejscowość administracyjnie należała do województwa słupskiego.

## Nazwa
Nazwa jest tzw. chrztem nazewniczym i ma charakter pseudodzierżawczo-relacyjny. Powstała przez zdrobnienie nazwy Płaszewo przy pomocy formantu -k-. Niemiecka nazwa Deutsch Plassow, pierwszy raz wzmiankowana w 1756, jest adaptacją fonetyczną słowiańskiej nazwy Płaszewo z wyróżnikiem Deutsch „niemiecki”, odróżniającym od nieodległej miejscowości Wendisch Plassow („Płaszewo”).
Rada Języka Kaszubskiego proponuje kaszubską formę Płaszéwkò.